# Zorro (film, 1975)
Pour les articles homonymes, voir Zorro.
Pour plus de détails, voir Fiche technique et Distribution.
Zorro est un film franco-italien réalisé par Duccio Tessari et sorti en 1975. Il s'agit d'une adaptation cinématographique du personnage du même nom créé par Johnston McCulley, ici incarné par Alain Delon. Le rôle du sergent Garcia est confié à Moustache, qui l'avait déjà tenu à la télévision française en 1972. Ce film a permis de faire la renommée d'Alain Delon en Chine et au Japon.
Zorro demeure le plus gros succès français au box-office mondial et un des plus grands succès populaires d’Alain Delon. Le film est notamment connu pour avoir engrangé plus de 55 millions d'entrées en URSS, ce qui en fait le 44e film le plus vu de tous les temps en Russie. C’est aussi l’un des premiers films occidentaux à être projeté en République populaire de Chine, totalisant plus de 70 millions de téléspectateurs, un chiffre considérable à l’époque.

## Synopsis
Au XIXe siècle, dans le Nuevo Aragon, Diego — jeune noble apparemment inoffensif — s'oppose au colonel Huerta, tyran local, en devenant Zorro, un héros masqué encourageant les pauvres paysans à la révolte.

## Fiche technique
Sauf indication contraire, les informations mentionnées dans cette section peuvent être confirmées par la base de données cinématographiques Unifrance,  présente dans la section « Liens externes ».
- Titre original et français : Zorro
- Réalisation : Duccio Tessari, assisté de Marco Risi
- Scénario : Giorgio Arlorio
- Musique : Guido et Maurizio de Angelis
- Production : Luciano Martino
- Sociétés de production : Mondial Televisione Film, Les Productions Artistes Associés
- Pays de production :  Italie,  France
- Langue originale : français
- Format : couleur (Eastmancolor) — 35 mm — 1.85 : 1 — Son Mono (RCA Sound System)
- Genre : aventures, action, western-spaghetti, romance
- Durée : 124 minutes,,120 minutes (États-Unis et en Espagne), 87 minutes (États-Unis - DVD)
- Dates de sortie :
  - Italie : 6 mars 1975
  - France : 15 mars 1975
  - États-Unis : juin 1976

## Distribution
Sauf indication contraire, les informations mentionnées dans cette section peuvent être confirmées par la base de données cinématographiques IMDb,  présente dans la section « Liens externes ».
- Alain Delon (VF : lui-même) : Diego / Don Miguel Vega de la Serna (faux) / Zorro
- Stanley Baker (VF : Roger Rudel) : le colonel Huerta
- Ottavia Piccolo (VF : Béatrice Delfe) : Hortensia Pulido
- Moustache : le sergent Garcia
- Enzo Cerusico : Joaquin
- Giacomo Rossi Stuart (VF : Claude Bertrand) : Fritz von Merkel
- Giampiero Albertini (VF : André Valmy) : frère Francisco
- Marino Masè : Don Miguel Vega de la Serna
- Rajka Jurcec (Raika Juri) : Senoria de la Serna
- Adriana Asti (VF : Martine Sarcey) : tante Carmen

## Production
Le tournage s'est déroulé à Colmenar Viejo.

## Bande originale
La bande originale du film a été composée par Oliver Onions, pseudonyme utilisé par Guido et Maurizio de Angelis. Les deux thèmes principaux, Zorro is back et To you mi chica, sont sortis sous forme de singles 45 tours lors de la sortie du film en Italie et au Japon. Un 33 tours de 12 pistes pour 30 min 19 s sort également en France, en Allemagne et au Japon. C'est ce disque qui sera repris sous forme de CD en 1991. En 2011, un nouveau CD avec 18 pistes bonus de plus d'une heure est proposé. Il est réédité en 2018 par Beat Records.

### Liste des titres
| 1.    | Zorro is back                  | album original                                    | 4:02 |
| 2.    | Ortensia's Capture             | album original                                    | 1:54 |
| 3.    | The Governor's Son             | album original                                    | 2:16 |
| 4.    | Governor's Death               | album original                                    | 2:21 |
| 5.    | Zorro in the village           | album original                                    | 1:39 |
| 6.    | To you mi chica (instrumental) | album original                                    | 2:52 |
| 7.    | Zorro's arrival                | album original                                    | 3:16 |
| 8.    | To you mi chica (vocal)        | album original                                    | 2:51 |
| 9.    | Huerta                         | album original                                    | 3:46 |
| 10.   | Zorro and the governor         | album original                                    | 1:56 |
| 11.   | Huerta's Chase                 | album original                                    | 1:05 |
| 12.   | Zorro is back                  | album original                                    | 1:53 |
| 13.   | Zorro is back                  | piste bonus : reprise vocale                      | 2:13 |
| 14.   | Ortensia's Capture             | piste bonus : reprise                             | 1:06 |
| 15.   | To you mi chica                | piste bonus : reprise instrumentale, version film | 2:51 |
| 16.   | Zorro is back                  | piste bonus : reprise vocale n°2                  | 4:31 |
| 17.   | Huerta's Chase                 | piste bonus : reprise                             | 0:56 |
| 18.   | To you mi chica                | piste bonus : reprise instrumentale n°2           | 1:44 |
| 19.   | Zorro and the governor         | piste bonus : reprise                             | 1:15 |
| 20.   | To you mi chica                | piste bonus : reprise instrumentale n°3           | 2:51 |
| 21.   | Zorro is back                  | piste bonus : reprise vocale n°3                  | 1:22 |
| 22.   | Ortensia's Capture             | piste bonus : reprise n°2                         | 1:18 |
| 23.   | Zorro in the village           | piste bonus : reprise n°2                         | 1:07 |
| 24.   | To you mi chica                | piste bonus : reprise instrumentale n°4           | 2:30 |
| 25.   | Zorro is back                  | piste bonus : reprise vocale n°4                  | 1:46 |
| 26.   | Zorro and the governor         | piste bonus : reprise n°2                         | 2:37 |
| 27.   | To you mi chica                | piste bonus : reprise instrumentale n°5           | 2:49 |
| 28.   | Governor's Death               | piste bonus : reprise                             | 1:29 |
| 29.   | To you mi chica                | piste bonus : reprise instrumentale n°6           | 2:51 |
| 30.   | Zorro is back                  | piste bonus : version vocale off                  | 3:52 |
| 68:59 |                                |                                                   |      |

## Box-office
- République populaire de Chine : 70 millions d'entrées[5].
- Union soviétique : 55 300 000 entrées[6].
- Italie : 4 900 000 entrées[7].
- France : 1 218 320 entrées[8].
- Espagne : 1 013 104 entrées[7].
- Allemagne : 582 573[8].
- Danemark : 36 127 entrées[7].
- Monde (incomplet) : 133 050 124 millions d'entrées.